# Alter Friedhof (Dirmstein)
Der Alte Friedhof in der rheinland-pfälzischen Ortsgemeinde Dirmstein ist wegen seines alten Baumbestands unter der Listennummer ND-7332-518 als Naturdenkmal eingestuft, zugleich steht er wegen einer Reihe kulturhistorisch wertvoller Grabmäler als Gesamtanlage unter Denkmalschutz. Er war vom Mittelalter bis in die 1850er Jahre in Gebrauch; dann wurde nördlich des Ortes der Neue Friedhof angelegt.

## Geographische Lage
Der Alte Friedhof liegt auf einer Höhe von 103 m ü. NHN im Osten der Gemeinde, im Niederdorf, etwa 1 km vom Neuen Friedhof entfernt. Der heutige Zugang führt von Norden her rechts am Grundstück Gerolsheimer Str. 4 vorbei.
Ursprünglich grenzte der Friedhof unmittelbar an die Peterskirche, die 1809 nach etwa 800 Jahren wegen Baufälligkeit restlos abgetragen wurde. 100 m südwestlich davon steht das ehemalige Sommerschloss der Fürstbischöfe von Worms, südlich des Geländes fließt der Eckbach vorbei, ein linker Zufluss des Rheins.

## Anlage

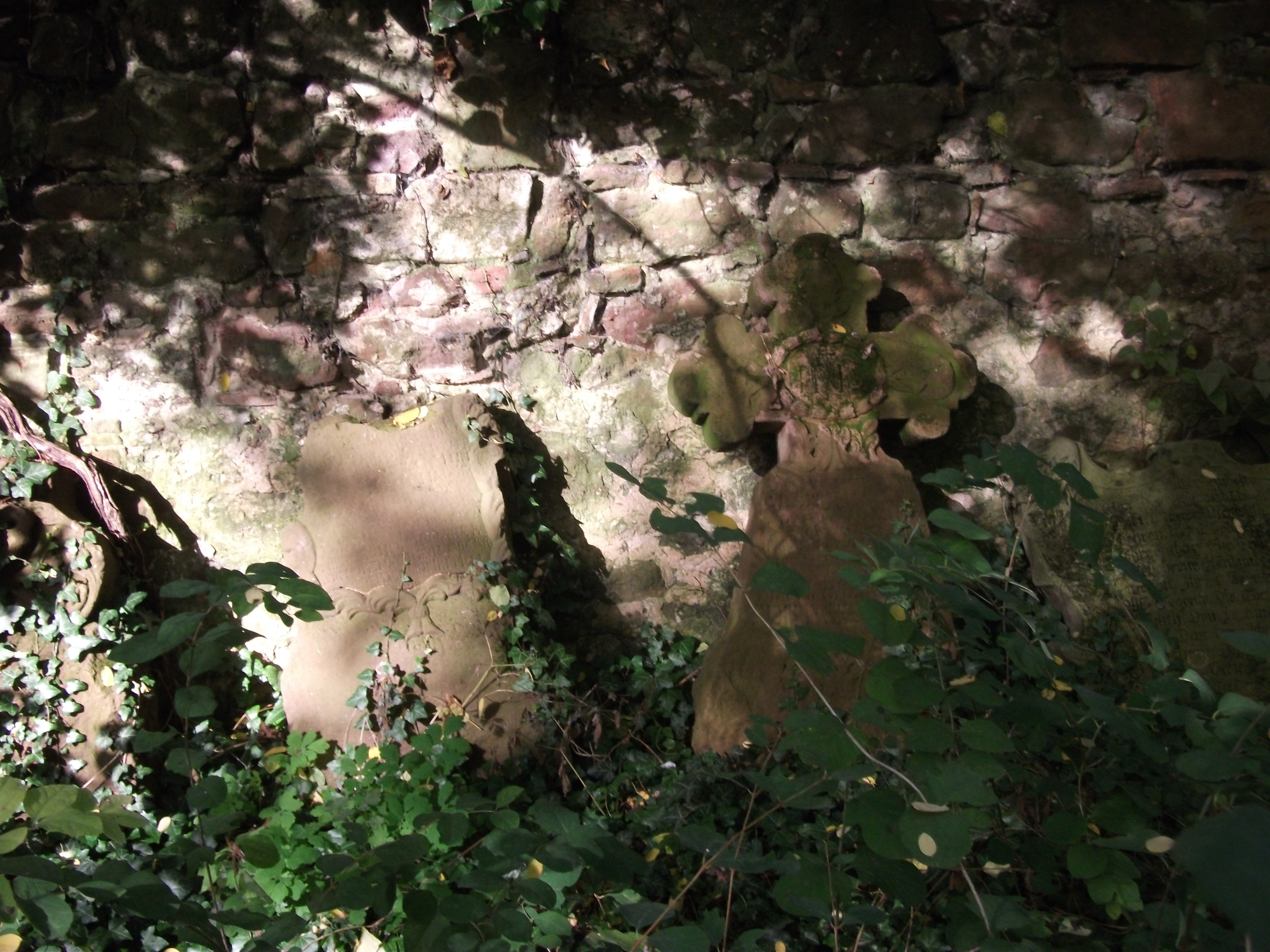
Teil der überwucherten Mauer mit angelehntem Grabstein in Kreuzform
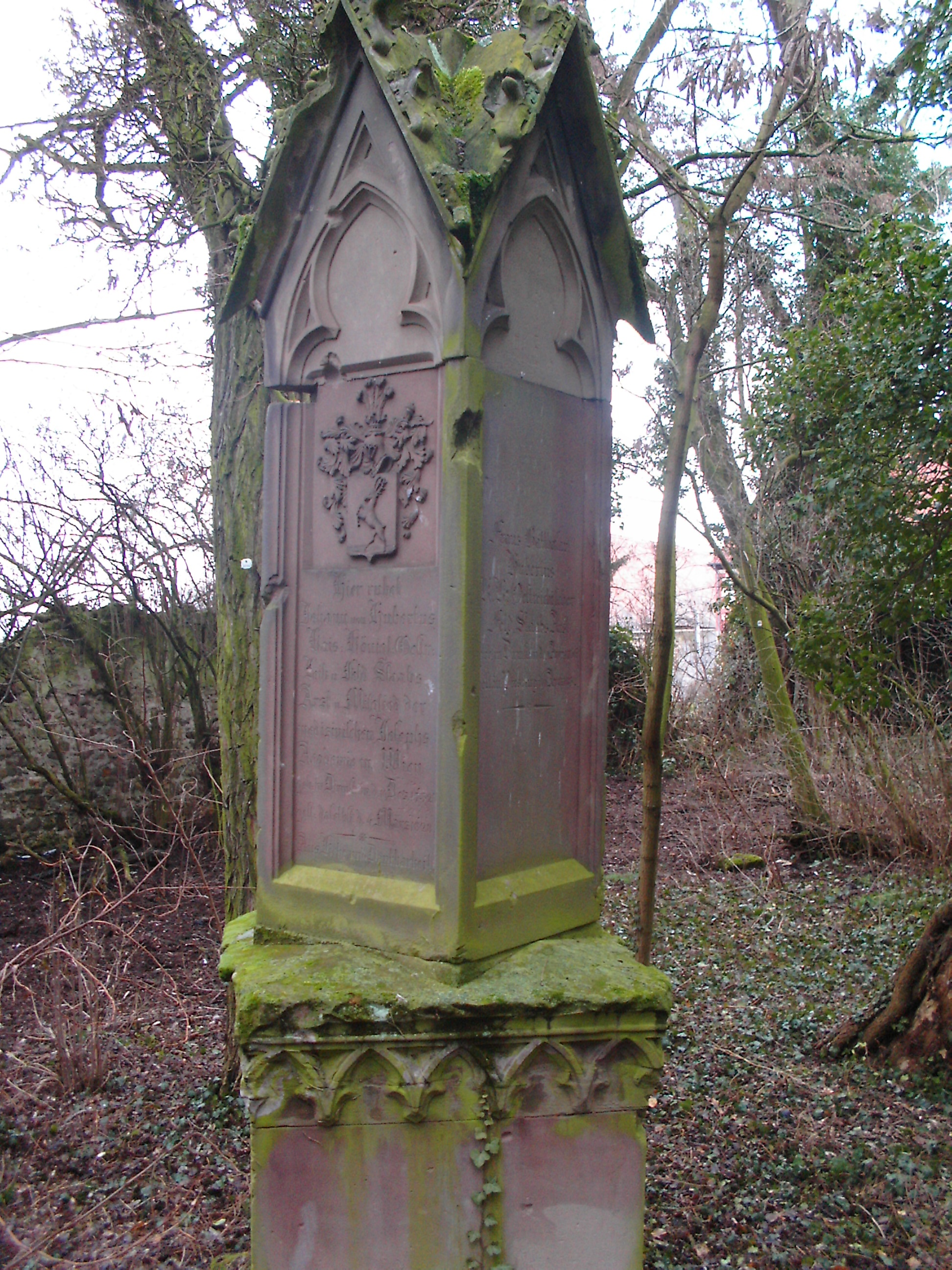
Grabmal des Arztes Johann von Hubertus
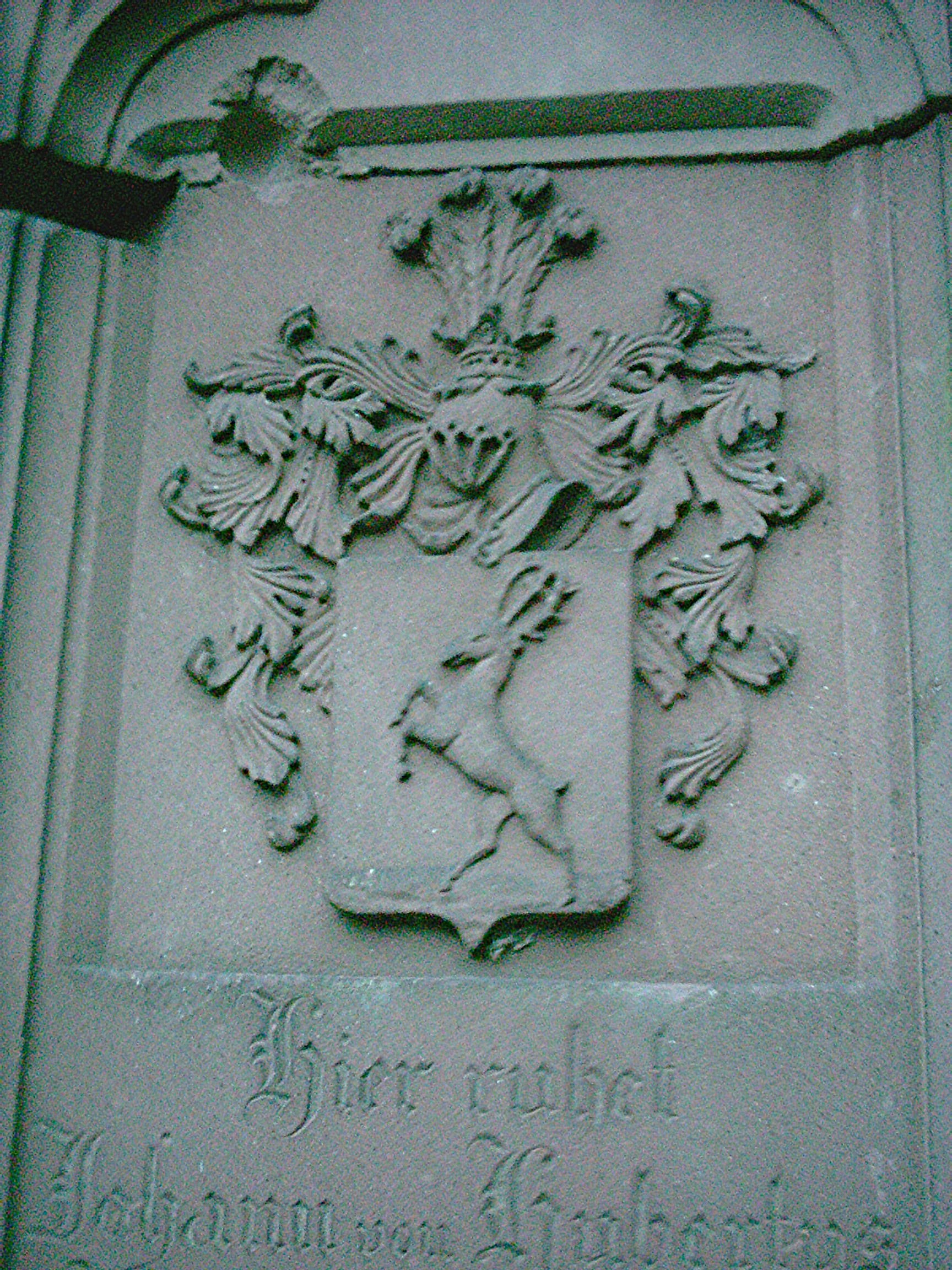
Detail mit Familienwappen Hubertus
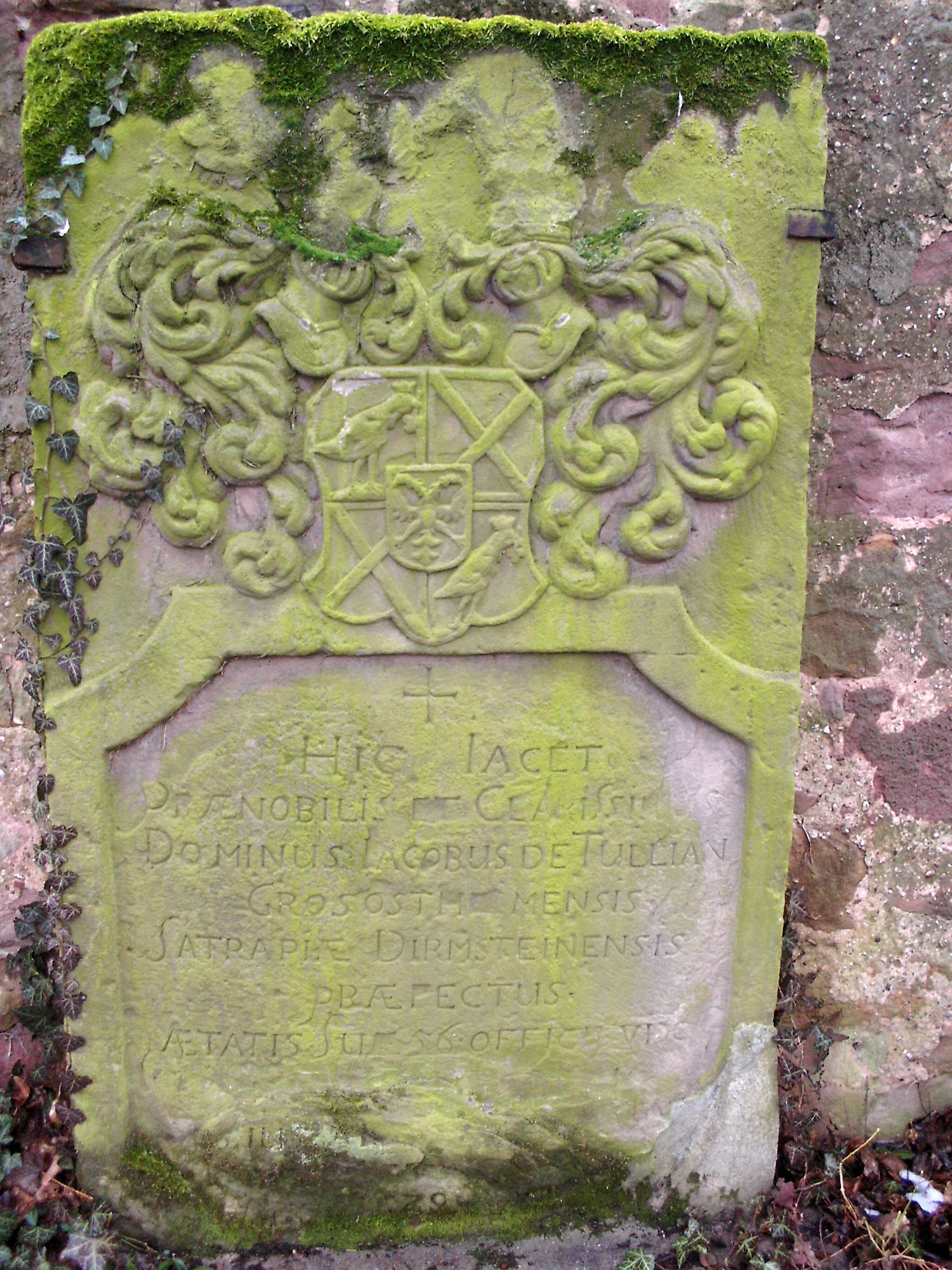
Grabmal des Jakob von Tullian
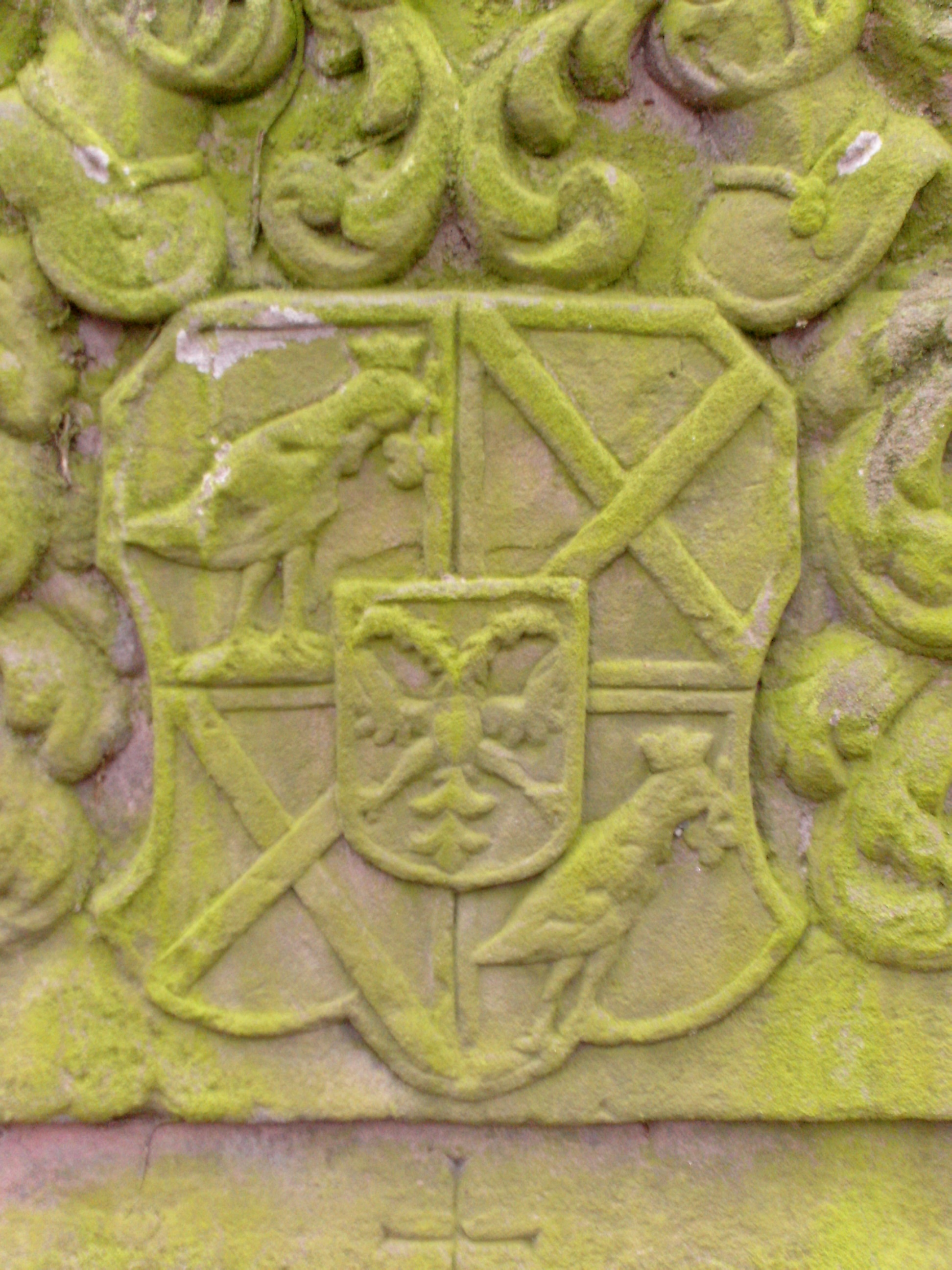
Detail mit Familienwappen Tullian
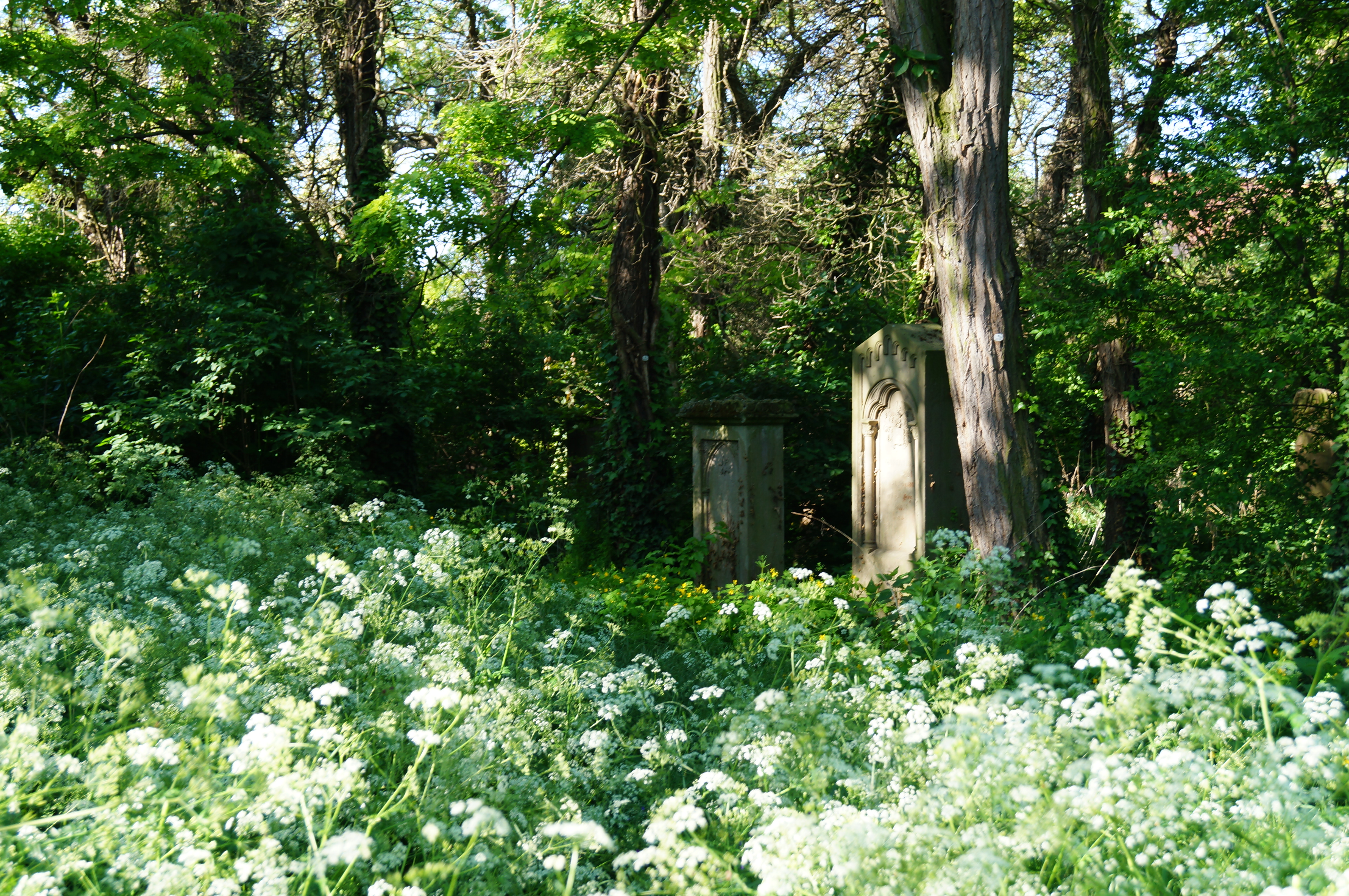
Pflanzenbewuchs zwischen den Gräbern und auf den Wegen

Der heute etwa 1200 m² messende Friedhof war früher vollständig von einer um 2 m hohen Bruchsteinmauer umgeben, von der noch größere Teile – mitunter ruinös – erhalten sind.
Überragt wird der Friedhof von alten Bäumen, unter denen Robinien vorherrschen. Neben anderen Vögeln – beispielsweise Saatkrähen, Dohlen und Elstern – nisten auf ihnen seit Anfang der 2000er Jahre Graureiher, die an und in den nahen Gewässern Eckbach und Floßbach ihre Nahrung suchen.
Von den noch vorhandenen Gräbern ist am bekanntesten dasjenige des Arztes Johann von Hubertus (1752–1828), der in habsburgischen Diensten tätig war und seinen Ruhestand in der Heimat verbrachte. An seinen jüngeren Bruder Franz Balthasar (* 19. April 1766; † 9. April 1832), der ebenfalls Arzt war und im damals österreichischen Pressburg (heute als Bratislava Hauptstadt der Slowakei) starb, wird durch eine Gedenkinschrift auf der rechten Seite des Grabsteins erinnert. Auf der Rückseite ist die Schwester der beiden Ärzte, Margaretha Römer geb. Hubertus (* 29. Januar 1764; † 9. September 1850), Großmutter des Philologen Adolf Römer, verzeichnet.
Weitere Grabsteine von Personen, deren Familie für den Ort bedeutsam war, sind unter dem Gliederungspunkt Geschichte erwähnt.

## Geschichte
Der Friedhof wurde im Zusammenhang mit der Peterskirche angelegt, wahrscheinlich wie diese im 11. Jahrhundert. Die Anlage ist heute verwildert, die noch vorhandenen Grabsteine aus dem 18. und 19. Jahrhundert sind von Efeu überwuchert. Die Inschriften verwittern von Jahr zu Jahr mehr und sind bei der Mehrzahl der Gräber nur noch schwer oder gar nicht mehr lesbar.
Dass der Friedhof mindestens bis 1855 in Gebrauch war, belegen die Daten auf dem Grabstein der Florentine von Camuzi (1802–1855), die eine jüngere Schwester des späteren Dirmsteiner Bürgermeisters Gideon von Camuzi (1799–1879) war. Links neben ihrem Grab befindet sich dasjenige der Anna von Camuzi (1828–1835), Tochter Gideons, die als Siebenjährige verstorben war.
Bei Pflegearbeiten in der zweiten Hälfte des 20. Jahrhunderts wurden die noch aufrecht stehenden Grabsteine so belassen, etliche umgefallene wurden zusammengetragen und schräg gegen die Umfassungsmauer gelehnt. Eine Anzahl der umgefallenen Objekte, die als besonders schützenswert angesehen wurden, verbrachte man auf den neuen Friedhof und stellte sie dort in der Nähe des Eingangs auf.